# Кавалота (Кунео)
Кавалота је насеље у Италији у округу Кунео, региону Пијемонт.
Према процени из 2011. у насељу је живело 189 становника. Насеље се налази на надморској висини од 354 м.